# Breno Borges
Breno Vinicius Rodrigues Borges (Cruzeiro, 13. listopada 1989.), poznatiji kao Breno, umirovljeni je brazilski nogometaš.

## Klupska karijera

### São Paulo
Breno je bio članom brazilske do 23 reprezentacije na Olimpijskim igrama. Nakon ulaska u prvu momčadi, u srpnju 2007. potpisao je ugovor s São Paulom.

### Bayern Munich
U prosincu 2007., Breno je službeno potpisao četvrtipolgodišnji ugovor s Bayern Münchenom vrijedan 12 milijuna €.
Uz Bayerna, za mladog Brazilca zainteresirani su bili Real Madrid, AC Milan, Juventus i Fiorentina . Međutim, Breno je odbio potpisati za Real Madrid kada je klub želio analizu kostiju za dokaz brazilčevog godišta .
Brena je Bayernu preporučio bivši igrač, Giovane Élber, koji je postao skaut za Brazil.

Prvu utakmicu za Bayern München, Breno je odigro protiv Anderlechta u osmini finala Kupa UEFA 2007./08. Utakmica je završila porazom od 2:1.
27. svibnja 2008., na oproštajnoj utakmici Olivera Kahna protiv indijskog Mohun Bagana, Breno se sukobio s Mohun sub Cardozom, pa su obadvojica igrača dobila crveni karton.
4. srpnja 2012., Bayernov nogometaš Breno osuđen na tri godine i devet mjeseci zatvora jer je sud dokazao da je u rujnu 2011. u alkoholiziranom stanju zapalio vilu u kojoj je živio u predgrađu Grünwald u Münchenu. Od tog incidenta nije igrao nogomet. Breno je iskazao duboko žaljenje zbog počinjenog čina. 

## Nagrade i uspjesi
São Paulo
- Brazilsko prvenstvo: 2007.

Bayern München
- Njemački kup: 2008.
- Njemačka liga: 2007./08.

Osobni uspjesi
- Bola de Prata: 2007.

## Vanjske poveznice
- Profil  Arhivirana inačica izvorne stranice od 26. svibnja 2007. (Wayback Machine) na São Paulo FC.net (port.)
- CBF (port.)
- Profil na Sambafoot.co (engl.)
- Statistika na Fussballdaten.de (njem.)
- Osuda na zatvor zbog podmetanja požara